# Faculdade de Medicina Raúl Diaz Arguelles
A Faculdade de Medicina Raúl Diaz Arguelles (FMRDA), também chamada de Faculdade de Medicina de Bissau, é uma instituição pública de ensino superior sediada em Bissau, na Guiné-Bissau. É a única faculdade de medicina do país.
Tem como objetivos, desde o seu início, "o ensino, a investigação nos vários domínios em medicina geral, numa perspetiva interdisciplinar e, especialmente, em ordem ao desenvolvimento dos países, principalmente a Guiné-Bissau".
É tutelada conjuntamente pelo Ministério da Educação Nacional, pela Escola Nacional de Saúde e pela Embaixada Cubana em Bissau. Em 2019 chegou a ser anunciado que seria integrada à Universidade Amílcar Cabral, que ainda não ocorreu.
Homenageia a Raúl Diaz Arguelles Garcia, militar cubano que havia sido destacado para formar as forças guerrilheiras anticoloniais que participavam da Guerra Colonial Portuguesa; acabou morto em combate, em Angola.

## História
A Faculdade de Medicina Raúl Diaz Arguelles (FMRDA) foi fundada em 23 de outubro de 1986 por intermédio de uma cooperação estabelecida entre a Brigada Médica Cubana (sob responsabilidade da Embaixada Cubana em Bissau) e o governo da Guiné-Bissau, no intuito de formar quadros técnico-superiores de saúde e medicina para aquele país.
Em 2006 passa a vincular-se a Universidade Amílcar Cabral (UAC), constituindo-se como instituição orgânica desta, até que, em 3 novembro de 2008, o governo guineense alegou falta de condições para financiar a universidade, declarando em seguida cedência da UAC ao seu parceiro – Universidade Lusófona de Portugal. Os professores da instituição e a Brigada Médica Cubana foram pegos de surpresa com tal ação, e deliberam por sua desfiliação imediata da Universidade Lusófona de Portugal, passando a autonomia novamente.
O Ministério da Educação Nacional, a Escola Nacional de Saúde e a Embaixada Cubana em Bissau tutelam conjuntamente a FMRDA. Houve anúncio de que seria integrada à UAC em 2019, fato nunca ocorrido.

## Licenciaturas
No seio da FMRDA são ofertados os seguintes cursos:
- Licenciatura em Medicina[6]
- Licenciatura em Enfermagem[7]

## Estruturas
Suas unidades de ensino estão anexas ao Hospital 3 de Agosto, em Bissau, centro de saúde que serve também como hospital universitário.